# 富士見中学高等学校
富士見中学校高等学校（ふじみちゅうがくこうこうとうがっこう）は、東京都練馬区中村北四丁目に位置する私立中学校・高等学校。
2011年度から高校募集を停止し、現在は完全中高一貫校である。
最寄駅は西武池袋線中村橋駅。建学の精神は「純真・勤勉・着実」。

## 沿革
- 1924年4月 - 本間則忠によって富士見高等女学校創立
- 1925年10月 - 富士見女子高等学院開校（1940年3月廃校）
- 1940年3月 - 山崎種二（山種証券創業者）が富士見高等女学校の運営を引き継ぎ府立四中校長を長く務めた深井鑑一郎を校長に招き、財団法人山崎学園を設立
- 1947年4月 - 富士見洋裁学園を開園し、学制改革によって富士見中学校を開校
- 1948年4月 - 学制改革によって富士見高等学校を開校
- 1949年3月 - 富士見高等女学校を廃止
- 1951年2月 - 富士見洋裁学園を廃止し、財団法人山崎学園を学校法人山崎学園に変更
- 1954年12月 - 円形校舎完成（日本初）

## 美術品
学内の廊下、階段の踊り場、ロビーなどに学園所蔵や寄託の美術品が飾られている。

## 学校行事
- 学年遠足
- 弁論大会
- 体育祭
- 芙雪祭（ふゆきさい）※文化祭
- 合唱祭
- オリエンテーション
- Globalvillage（中1のみ）
- ダンス発表会（高1のみ）

## 校歌
鳥野幸次が作詞、岡本敏明が作曲で4番まであり、2番、3番、4番と進むにつれ、2部、3部、3部合唱になる。
歌い出しが「富士見の里の少女草」であることから、生徒の事を少女草と表現することもある。「少女草」は「をとめぐさ」と読む。

## 校章
1950年4月に制定された校章は、丸みを帯びた逆三角形でハート型をイメージして出来たもの。各頂点は富士山の山頂を模した形になっており、中央に富士見のFが書かれている。中学は赤地に白字のF、高校は白地に赤字のF。

## 制服
中学はセーラー服、高校はブレザー。

### 冬服
- 中学 - 黒地セーラーの襟・袖に白い3本のライン、白スカーフ、黒セーター、黒プリーツスカート。白ソックスまたは黒ストッキング。タイ留めに校章。
- 高校 - 紺色ブレザー、白いブラウス、えんじ色のリボン、グレーのセーターもしくは紺色のセーター、紺とブルーグレーのチェックのボックスプリーツスカート。紺のハイソックス。

コートは中高兼用のPコート。または、ステンカラーコート。

### 夏服
- 中学 - 白地セーラーで、襟、袖は黒地に白い3本のライン。黒リボン、黒プリーツスカート。胸ポケットに校章。
- 高校 - 白い半袖ブラウス、冬服と同じリボン、冬服と同柄のボックスプリーツスカート。また、中学と共通の白サマーセーターと夏服冬服共通のグレーのセーターもしくはベストを着用することもできる。

中学の制服は1952年4月から。高校の制服は1990年4月から。変更前の高校の制服は白い円襟ブラウスに黒いジャンパースカート。正確に言うとジャンパースカートではなく、ボックスプリーツのスカートとジレー（胸当て）、冬服は紺のセーターと襟なしブレザー。ブラウスにはピンタックが入っていて、この下カーブはハートの形を現しているという。

## クラス
中学までは松、竹、梅、菊、桜、桃と植物の名前でクラス分けされている。高校は、2005年度の高校入学者の代から7クラス制が廃止となり、藤組は2020年度では高3のクラスのみとなっている。最近では大学の進学パターンが多様化しているため藤組が出来る年もある。
以前は最多で12クラスあり、そのクラス名は、現在の6クラスに、藤・百合・萩・蘭・杉・楓の6クラスがあった。

## 体育祭
中学高校合同で行われる。毎年生徒発案等で種目が変わる各色対抗の競技の他、新校舎建設に伴って新校庭での体育祭が始まった2017年から午前は中学1年生（リズムボール）、中学3年生（祭）、午後高校1年生（フラッグ）、高校3年生（扇・ゴース〈薄い布〉）の4学年が創作ダンスを行う。その中でも、高校3年生の創作ダンスは先生に指導を受けつつ基本的に生徒主体で1から作り、制服姿（夏服）で約20分間行うのが伝統となっており、6年間の集大成としてなっている。

## 文化祭
文化祭は芙雪祭と称する。芙雪とは富士山の雪の意味。この名称が決定したのは昭和63年のことである。芙雪祭は、9月の最終土曜日と日曜日の二日間に分けて行われる。体育祭と同様チケット制である。

## クラブ活動

### 体育部
- 陸上
- 卓球
- 水泳
- 剣道
- バレーボール
- バスケットボール
- ソフトテニス
- 体操競技
- ダンス - 中学・高校ともにダンスの強豪校[2]。ダンスコンクール上位入賞多数（全国中学校・高等学校ダンスコンクール（2013年 - 2016年優勝[3][4]、2017年3位[5]）など）
- 新体操
- ソフトボール
- テニス
- フットサル
- 合氣道（高校のみ）

### 文化部
- 合唱
- 書道
- 演劇
- 美術
- 吹奏楽
- 英語
- パソコン
- 写真
- ESS（English Study Society）
- 化学
- 料理

### 同好会
- 演劇
- 被服
- 漫画研究
- 軽音楽
- バドミントン

### 課外教室
- 箏曲（山田流）
- 華道（草月流）
- 茶道（表千家・裏千家）

## 著名な出身者
- 柴﨑光子（埼玉県和光市長）
- 香山美子（女優）
- 梅田智子（女優）
- 川村万梨阿（声優）
- 生田智子（女優）
- 島田奈央子（元アイドル歌手（旧芸名：島田奈美）、音楽ライター）
- 庄司るり（海上・港湾・航空技術研究所理事長）
- 深澤里奈（元フジテレビアナウンサー）
- にしき愛（元宝塚歌劇団星組男役）
- 甫純冴（元宝塚歌劇団男役）
- 真家瑠美子（女優）
- 秋田真琴（女優）
- 高月毬子（元宝塚歌劇団娘役、女優）
- 古谷佳乃（声優）
- 宮澤智（フジテレビアナウンサー）
- 水谷智佳（プロボクサー）
- 和田奈美佳（フリーアナウンサー）
- くまいもとこ（声優）
- 吉田理保子（元声優）
- 高久瞳（フリースタイルカヤック選手）

## その他
平成26年度からは創立80周年記念事業として、校舎の改築がスタートした。そして平成30年8月、図書館が完成し、全ての改築工事が完了した。

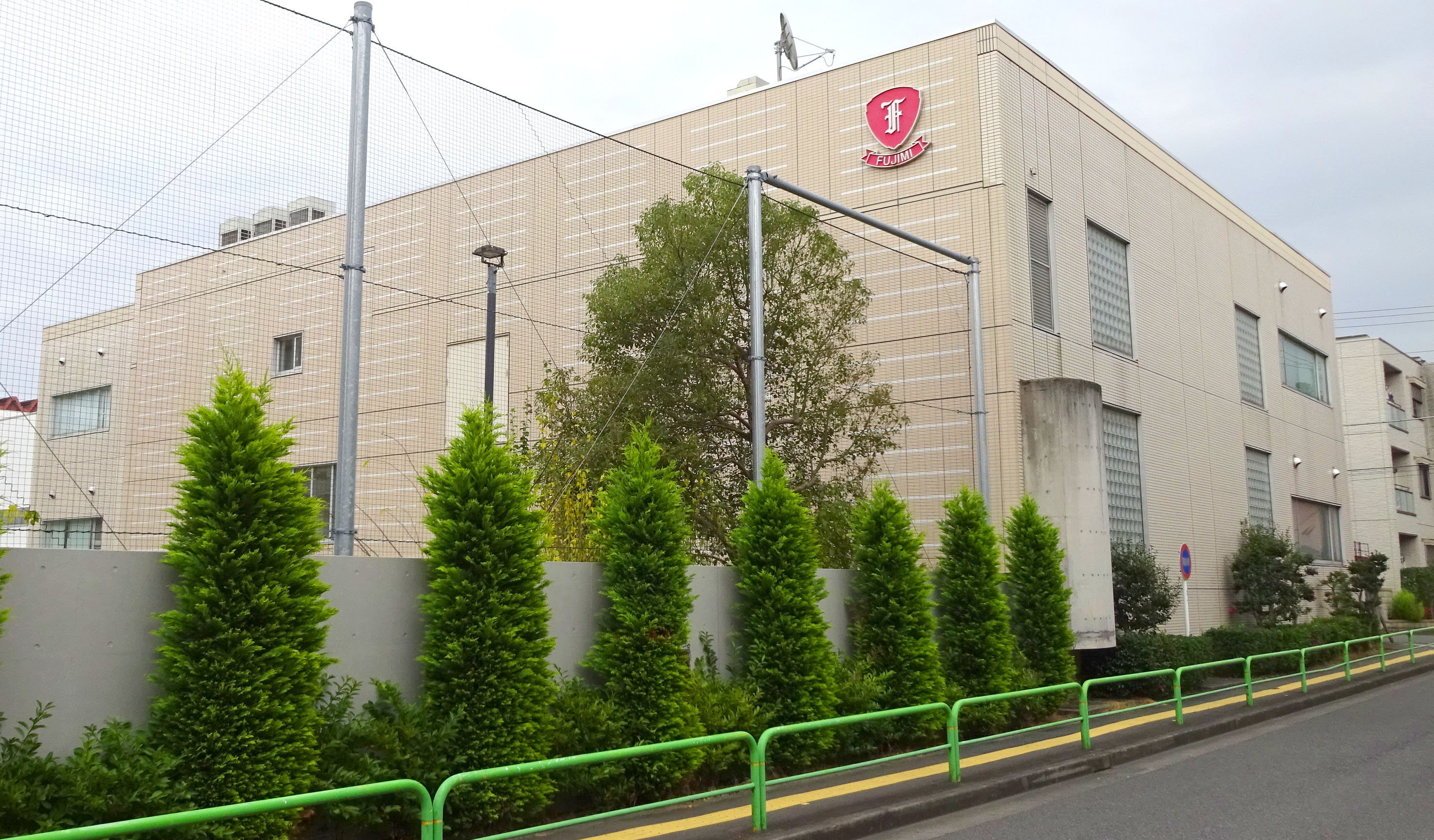
五十周年記念館